# 血果蒲公英
血果蒲公英（学名：Taraxacum repandum）为菊科蒲公英属的植物。分布于哈萨克斯坦、吉尔吉斯斯坦以及中国大陆的新疆等地，生长于海拔2,900米的地区，多生于高山草甸以及森林草甸带，目前尚未由人工引种栽培。